# Свифт-Каррент Бронкос
«Свифт-Каррент Бронкос» (англ. Swift Current Broncos) — молодёжный хоккейный клуб, выступающий в Западной хоккейной лиге (WHL). Базируется в городе Свифт-Каррент, провинция Саскачеван, Канада.

## История
«Бронкос» начинали как «Свифт-Каррент Бронкос» в городе Свифт-Каррент, Саскачеван, но в 1974 году переехали в Летбридж. Команда теряла деньги в крошечном Свифт-Карренте, и новый спортивный комплекс Летбриджа искал команду. «Бронкос» играли в Летбридже двенадцать сезонов, выиграв Кубок президента в сезоне 1982–83. В середине 1980-х команда была выставлена на продажу, и, несмотря на большое количество преданных фанатов в Летбридже, «Бронкос» были куплены местными жителями в Свифт-Карренте и вернулись в свой первоначальный дом.

## Достижения
- Чемпион WHL (3): 1989, 1993, 2018;
- Мемориальный кубок (1): 1989;
- Победитель регулярного сезона (2): 1988–89, 1992–93;